# 朱懋 (洪武進士)
朱懋，河南安陽人，明朝政治人物、進士出身。
洪武二十一年（1388年）戊辰科進士，授礼科给事中。